# 川又克二
川又 克二（かわまた かつじ、1905年（明治38年）3月1日 - 1986年（昭和61年）3月29日）は日本の実業家。日産自動車中興の祖として知られ、同社の社長や会長、日本自動車工業会初代会長、経団連副会長、日経連副会長などを歴任した。

## 来歴・人物
茨城県東茨城郡上大野村大字吉沼（現在の水戸市吉沼町）に生まれる。川又家は、昔はこの集落の庄屋のような家柄だった。明治になって子供がいなかったので、旧水戸藩士の田辺家から養女を迎えた。これが母錦（きん）である。母が17歳のとき、同じ土地の丹下という家から父の操（みさお）が養子にきた。父は水戸の専売局の太子出張所に勤める一役人にすぎず、いわば半農半勤の家計だったので、母は慣れない農事に精を出しながら、しだいに田畑を手放していかざるをえなかった。
水戸中学校、京北中学校を経て1929年旧制東京商科大学（一橋大学の前身）卒業。内池廉吉ゼミ出身。
1929年、のちに頭取となる大学同期の中山素平とともに日本興業銀行（現在のみずほ銀行）入行。大日本帝国陸軍主計幹部候補生、日本興業銀行融資事業部長、同広島支店長等を経て、1947年日産自動車常務取締役就任。同専務を経て1957年同社長。1959年日産ディーゼル会長兼務、1967年日本自動車工業会初代会長、1969年日本自動車研究所理事長。1973年日産自動車会長。1983年から日産自動車相談役。経団連の副会長も務めた。

## エピソード
プリンス自動車との合併を経て、日産自動車を日本第二の自動車メーカーへと成長させた功績を残した一方で、日産自動車社内の厳しい労働運動に対処するために自動車総連会長の塩路一郎との間で癒着とも称される密接な関係を形成する等の禍根を残したとの批判もある。この二名の関係については、川又・塩路をモデルとした小説、高杉良『労働貴族』（新版徳間文庫、2005年）や、NHK特集『自動車』製作放映で1980年代前半に日産を取材したアメリカ人ジャーナリストのデイヴィッド・ハルバースタム『覇者の驕り　自動車・男たちの産業史』上・下（日本放送出版協会のち新潮文庫）に詳しい。
日産の車種で「セドリック」「フェアレディ」「ブルーバード」「ブルーバードU」「バイオレット」の名付け親でもあった。

## 栄典
- 1962年 - 藍綬褒章
- 1975年 - 勲一等瑞宝章